# Aktinium
Aktinium (chemická značka Ac, latinsky Actinium) je prvním členem řady aktinoidů, radioaktivní kovový prvek.

## Základní fyzikálně-chemické vlastnosti
Aktinium je silně radioaktivní kovový prvek, který nemá žádný stabilní izotop. Ve sloučeninách se vyskytuje pouze v mocenství Ac3+ a svým chemickým chováním se podobá prvkům skupiny lanthanoidů. Čistý kov lze připravit redukcí fluoridu aktinitého parami lithia při teplotě 1 100–1 300 °C.
Aktinium je silně radioaktivní, září přibližně 150krát intenzivněji než radium a ve tmě proto vydává namodralé světlo.
Objevil jej roku 1899 francouzský chemik André-Louis Debierne v uranové rudě.

## Výskyt, izotopy a využití
Přestože je známa řada izotopů aktinia, v zemské kůře se lze setkat pouze s izotopem 227Ac, který vzniká radioaktivním rozpadem uranu. Poločas přeměny tohoto izotopu je 21,772 roku a uvádí se, že jedna tuna uranové rudy obsahuje přibližně desetinu gramu aktinia.
Z dalších izotopů stojí za zmínku např. 226Ac s poločasem rozpadu 29,37 hodiny nebo 225Ac s poločasem přibližně 10 dnů. Ostatní izotopy, s nukleonovými čísly od 205 po 237 se rozpadají mnohem rychleji:
| Izotop | Poločas přeměny | Druh přeměny                     | Produkt rozpadu     |
| ------ | --------------- | -------------------------------- | ------------------- |
| 205Ac  | 20 ms           | α                                | 201Fr               |
| 206Ac  | 22 ms           | α                                | 202Fr               |
| 207Ac  | 27 ms           | α                                | 203Fr               |
| 208Ac  | 95 ms           | α (99 %)/ ε (1 %)                | 204Fr/ 208Ra        |
| 209Ac  | 87 ms           | α (99 %)/ ε (1 %)                | 205Fr/ 209Ra        |
| 210Ac  | 350 ms          | α / ε                            | 206Fr/ 210Ra        |
| 211Ac  | 210 ms          | α                                | 207Fr               |
| 212Ac  | 930 ms          | α (57 %)/ ε (43 %)               | 208Fr/ 212Ra        |
| 213Ac  | 738 ms          | α                                | 209Fr               |
| 214Ac  | 8,2 s           | α (89 %)/ ε (11 %)               | 210Fr/ 214Ra        |
| 215Ac  | 170 ms          | α (99,91 %)/ ε (0,09 %)          | 211Fr/ 215Ra        |
| 216Ac  | 440 μs          | α                                | 212Fr               |
| 217Ac  | 69 ns           | α (≥98 %)/ ε (≤2 %)              | 213Fr/ 217Ra        |
| 218Ac  | 1,08 μs         | α                                | 214Fr               |
| 219Ac  | 11,8 μs         | α                                | 215Fr               |
| 220Ac  | 26,4 ms         | α (100 %)/ ε (5×10−4 %)          | 216Fr/ 220Ra        |
| 221Ac  | 52 ms           | α                                | 217Fr               |
| 222Ac  | 5,0 s           | α (99 %)/ ε (1 %)                | 218Fr/ 222Ra        |
| 223Ac  | 2,10 min        | α (99 %)/ ε (1 %)                | 219Fr/ 223Ra        |
| 224Ac  | 2,78 h          | ε (90,9 %)/ α (9,1 %)            | 224Ra/220Fr         |
| 225Ac  | 10,0 d          | α (100 %)/ 14C (4×10−12 %)       | 221Fr/211Bi         |
| 226Ac  | 29,37 h         | β− (83 %)/ ε (17 %)/ α (0,006 %) | 226Th/ 226Ra/ 222Fr |
| 227Ac  | 21,772 r        | β− (98,62 %)/ α (1,38 %)         | 227Th/ 223Fr        |
| 228Ac  | 6,15 h          | β−                               | 228Th               |
| 229Ac  | 62,7 min        | β−                               | 229Th               |
| 230Ac  | 122 s           | β−                               | 230Th               |
| 231Ac  | 7,5 min         | β−                               | 231Th               |
| 232Ac  | 119 s           | β−                               | 232Th               |
| 233Ac  | 145 s           | β−                               | 233Th               |
| 234Ac  | 44 s            | β−                               | 234Th               |
| 235Ac  | 62 s            | β−                               | 235Th               |
| 236Ac  | 1,2 min         | β−                               | 236Th               |
| 237Ac  | ?               | β−                               | 237Th               |

Všechny byly připraveny uměle bombardováním jader těžkých prvků (např. radia) neutrony.
Praktický význam aktinia je pouze minimální, je možno jej použít například jako silný zdroj neutronů při experimentech s jadernými přeměnami.